# 長内孝
長内 孝（おさない たかし、1957年8月30日 - ）は、青森県青森市出身の元プロ野球選手（内野手、外野手）、野球指導者、解説者。
愛称は「オサ」「ブー」。
6歳のときに父が死去し、母・兄とともに神奈川県津久井郡城山町（現：相模原市緑区）へ移住して高校時代まで過ごしたため、神奈川県出身とする書籍も存在する。

## 経歴
小学生時代にはすでに野球を始めている。相模原市立相模丘中学校時代はエースで4番を務め、地元では知られた存在だった。しかし本人は幼稚園の時に父を亡くし、母親しかいなかったために私立には行けないと思って、公立の工業高校へ進学するつもりでいたが、そこに野球部がなかったため「野球はやめるしかない」と考え、中学で野球を辞めるつもりだったという。そのため、横浜高、帝京高、桜美林高など野球強豪校からの誘いも実際にあったが、これを理由に断っている。しかし中学3年生の冬、自身の幼なじみで1971年の第53回全国高等学校野球選手権大会で桐蔭学園が初出場・初優勝を成し遂げた時のエースだった大塚喜代美から、当時の桐蔭学園高野球部監督の木本芳雄に会うことを勧められ、会ってそこで特待生制度というものがあることを知らされる。それまで学校に特待生制度があることを知らなかったため、それを聞いて驚き、本人曰く「考えがすべて覆った」ということで、桐蔭学園への進学を決める
。
桐蔭学園高では1年生の時、一塁手として1973年夏の県大会決勝に進むが、藤沢商に敗退。秋は県大会決勝で永川英植が投げた横浜高と日没引分け再試合で敗れた。1975年夏も県大会準々決勝で、原辰徳のいた東海大相模に逆転負け、甲子園には届かなかった。高校では同期に水上善雄が、2学年後輩に渋井敬一がいる。
1975年のドラフト3位で広島東洋カープに入団。1978年のウエスタンリーグで本塁打王を獲得する。
1982年から一軍に定着。
1983年には6月上旬の山崎隆造欠場で中堅手に回った長嶋清幸の後を受けて右翼手に入った後、阪急から移籍してきた加藤英司が肝炎で欠場したことを受けて一塁手のレギュラーを獲得した。
1984年に小早川毅彦が入団し一塁手の定位置を確保すると、5月から外野手に回り引き続き打線の中軸を担う。同年の阪急との日本シリーズでは、第3戦から小早川に代わり一塁手として先発出場、シリーズ通算15打数4安打1打点ながらチーム日本一に貢献した。
1986年には小早川の長期欠場もあり、三番打者・一塁手に定着する。初めて規定打席（26位、打率.254）に到達、自己最高の19本塁打を放ち、チームもリーグ優勝した。安打数が三桁だったのはこれが最初で最後だった。西武との日本シリーズは第3戦で8回に中押しの代打2点適時打を放つ。
1987年は開幕から不調が続き定位置を失う。
1988年には打棒も復活し、その後も一塁手、外野手を兼ねて活躍した。
1986年限りで山本浩二、翌1987年限りで衣笠祥雄と長距離打者が相次いで引退した。
1989年は22試合、1990年は9試合に四番打者として起用される。それまでも四番は経験していたが「凄い重圧だった。長く四番を打ってきた浩二さんの偉大さが分かった」などと述懐している。
ロッテ、広島、ダイエーでプレーした水上善雄とは高校の同期で、プロでは広島で1990年の1年間だけ同僚になる。同年のシーズン終了後、当時ダイエーの監督だった田淵幸一が「長嶋（清幸）と長内がトレード要員だ」と口を滑らせるトラブルが発生。長嶋は中日に移籍するが長内は広島に残留する。
1991年10月。リーグ優勝を決めたその日、喜びに浸っていた長内は祝勝会やビールがけ、ホテルでの優勝特番出演が終わった後、山本監督から急遽呼び出され、銚子利夫との交換トレードで横浜大洋ホエールズへの移籍を通告された。当初は「麻雀でもするのかな」などと思っていたらトレード通告で「2-3年、勉強して帰ってこい」などと言われ、当時34歳の彼は「プロ野球の世界、トレードは仕方ない。でも、もうないだろうと思っていたからビックリしたし、ショックだった」という。
これで高校時代までの地元神奈川県に戻ることになった。背番号9同士でのトレードであったが、気分を変えるため28番を着けた。1993年、4月10日の東京ドームの開幕戦の巨人戦で7番・一塁でスタメン起用されたが、これが現役最後のスタメンとなり、同年5月9日の中日戦（ナゴヤ球場）の8回の代打出場（結果は三振）が一軍で現役最後の打席になった。その後は二軍でも出場機会が与えられないことが多くなり、本人は「5月上旬には事実上の引退が決まっていた」としている。同年シーズン終了後に現役引退。球団からはこの年限りで現役を引退した斉藤明夫と一緒に引退試合はどうかと打診されたが固辞。そして本人は、トレードで移籍決定後の広島のファン感謝デーで行われた紅白試合でMVPに選ばれてオープンカーでグラウンドを一周し、胴上げまでしてもらったことで「あれが引退試合だったな」と思っていると話している。
前年1993年シーズン終盤に広島球団本部長の上土井勝利と横浜で会い、来年広島に戻ってコーチに就任するよう要請されてこれを承諾、引退翌年の1994年に打撃コーチとして約束通り広島に復帰し、新井貴浩や栗原健太らを育て、2005年に退団。
2006年、8月10日に広島市西区に焼鳥屋「野球鳥 おさない」をオープンした。
2010年3月1日には店名変更により「カープ鳥 おさない」になった。後述の遠隔地の球団での現場復帰期間中も、夫人と長男によって営業を継続している。店内には優勝した試合で着用したユニフォームが飾られ、本人がそれを着用することもある。
2012年、8月1日に四国アイランドリーグplusの徳島インディゴソックスのコーチに就任。
2013年10月30日に広島時代の同僚だった監督森脇浩司に誘われてオリックス・バファローズの一軍打撃コーチへの就任が発表された。前年リーグ最下位だったチーム打率・得点を打率2位、得点3位に押し上げたが、2014年10月16日に退団の申し入れをし受理された。
2016年からは広島OBとしてJ SPORTSの野球解説者としても活動。2020年にはMSH医療専門学校硬式野球部の総合コーチに就任し、現場へ復帰した。同チームは広島市内が活動拠点のため、本業とも兼業している。
2021年から軟式野球実業団、DFP合同会社野球部の名誉監督に就任。
2023年10月からは広島県瀬戸内高等学校硬式野球部コーチに就任。広島時代の同僚でMSH医療専門学校野球部でも共に指導を行った永田利則も同校野球部監督に就任。

## 詳細情報

### 年度別打撃成績
| 年 度      | 球 団      | 試 合 | 打 席 | 打 数 | 得 点 | 安 打 | 二 塁 打 | 三 塁 打 | 本 塁 打 | 塁 打 | 打 点 | 盗 塁 | 盗 塁 死 | 犠 打 | 犠 飛 | 四 球 | 敬 遠 | 死 球 | 三 振 | 併 殺 打 | 打 率 | 出 塁 率 | 長 打 率 | O P S |
| ---------- | ---------- | ----- | ----- | ----- | ----- | ----- | -------- | -------- | -------- | ----- | ----- | ----- | -------- | ----- | ----- | ----- | ----- | ----- | ----- | -------- | ----- | -------- | -------- | ----- |
| 1980       | 広島       | 7     | 7     | 6     | 0     | 0     | 0        | 0        | 0        | 0     | 0     | 0     | 0        | 0     | 0     | 1     | 0     | 0     | 3     | 0        | .000  | .143     | .000     | .143  |
| 1981       | 広島       | 7     | 7     | 7     | 0     | 1     | 0        | 0        | 0        | 1     | 0     | 0     | 0        | 0     | 0     | 0     | 0     | 0     | 1     | 0        | .143  | .143     | .143     | .286  |
| 1982       | 広島       | 59    | 92    | 87    | 3     | 18    | 5        | 0        | 1        | 26    | 2     | 0     | 0        | 0     | 0     | 3     | 0     | 1     | 20    | 4        | .207  | .242     | .299     | .541  |
| 1983       | 広島       | 117   | 386   | 340   | 44    | 90    | 16       | 0        | 18       | 160   | 56    | 5     | 4        | 9     | 5     | 29    | 1     | 3     | 66    | 2        | .265  | .324     | .471     | .794  |
| 1984       | 広島       | 89    | 236   | 204   | 28    | 49    | 7        | 1        | 9        | 85    | 34    | 3     | 1        | 4     | 5     | 22    | 2     | 1     | 37    | 2        | .240  | .310     | .417     | .727  |
| 1985       | 広島       | 89    | 252   | 213   | 31    | 54    | 6        | 1        | 14       | 104   | 38    | 3     | 0        | 4     | 2     | 32    | 1     | 1     | 40    | 3        | .254  | .351     | .488     | .839  |
| 1986       | 広島       | 118   | 485   | 421   | 58    | 107   | 25       | 3        | 19       | 195   | 58    | 5     | 1        | 3     | 2     | 54    | 2     | 5     | 105   | 7        | .254  | .344     | .463     | .808  |
| 1987       | 広島       | 54    | 114   | 105   | 9     | 24    | 4        | 0        | 1        | 31    | 7     | 1     | 0        | 0     | 0     | 7     | 0     | 2     | 36    | 0        | .229  | .289     | .295     | .585  |
| 1988       | 広島       | 80    | 272   | 240   | 28    | 62    | 3        | 0        | 9        | 92    | 36    | 7     | 5        | 2     | 4     | 26    | 2     | 0     | 45    | 5        | .258  | .326     | .383     | .709  |
| 1989       | 広島       | 97    | 287   | 260   | 32    | 71    | 14       | 1        | 11       | 120   | 42    | 2     | 0        | 1     | 4     | 21    | 1     | 1     | 43    | 1        | .273  | .325     | .462     | .787  |
| 1990       | 広島       | 108   | 301   | 257   | 34    | 69    | 12       | 0        | 11       | 114   | 40    | 0     | 0        | 0     | 5     | 37    | 3     | 2     | 44    | 9        | .268  | .359     | .444     | .802  |
| 1991       | 広島       | 99    | 169   | 146   | 22    | 34    | 6        | 0        | 5        | 55    | 16    | 2     | 0        | 2     | 1     | 19    | 1     | 1     | 26    | 3        | .233  | .323     | .377     | .700  |
| 1992       | 大洋 横浜  | 86    | 256   | 233   | 27    | 52    | 6        | 4        | 6        | 84    | 27    | 0     | 2        | 1     | 0     | 21    | 1     | 1     | 45    | 3        | .223  | .290     | .361     | .651  |
| 1993       | 大洋 横浜  | 10    | 13    | 12    | 0     | 1     | 1        | 0        | 0        | 2     | 4     | 0     | 0        | 0     | 0     | 1     | 0     | 0     | 4     | 0        | .083  | .154     | .167     | .321  |
| 通算：14年 | 通算：14年 | 1020  | 2877  | 2531  | 316   | 632   | 105      | 10       | 104      | 1069  | 360   | 28    | 13       | 26    | 28    | 273   | 14    | 18    | 515   | 39       | .250  | .324     | .422     | .746  |

- 大洋（横浜大洋ホエールズ）は、1993年に横浜（横浜ベイスターズ）に球団名を変更

### 記録
初記録
- 初出場：1980年4月12日、対読売ジャイアンツ2回戦（後楽園球場）、7回表に福士敬章の代打として出場
- 初安打：1981年5月14日、対横浜大洋ホエールズ5回戦（広島市民球場）、6回裏に渡辺秀武の代打として出場、斉藤明夫から
- 初先発出場：1982年4月29日、対横浜大洋ホエールズ6回戦（横浜スタジアム）、6番・一塁手として先発出場
- 初本塁打・初打点：同上、7回表に平松政次からソロ

節目の記録
- 100本塁打：1992年6月12日、対中日ドラゴンズ10回戦（ナゴヤ球場）、5回表に西本聖から2ラン ※史上170人目
- 1000試合出場：1992年9月2日、対広島東洋カープ23回戦（横浜スタジアム）、6番・一塁手として先発出場 ※史上306人目

その他の記録
- オールスターゲーム出場：2回（1986年、1989年）

### 背番号
- 33 （1976年 - 1983年）
- 9 （1984年 - 1991年）
- 28 （1992年 - 1993年）
- 79 （1994年 - 2005年）
- 89 （2012年 - 2013年）
- 70 （2014年）